# Ulrich Walter
Pour les articles homonymes, voir Walter.
Ulrich Hans Walter est un spationaute allemand né le 9 février 1954.

## Vols réalisés
- 26 avril 1993 : Columbia STS-55